# Ludwig Ebmer
Ludwig Ebmer (* in Wasserburg am Inn; † 4. Dezember 1516 in Wien) war 1495–1502 Bischof von Chiemsee.

## Leben

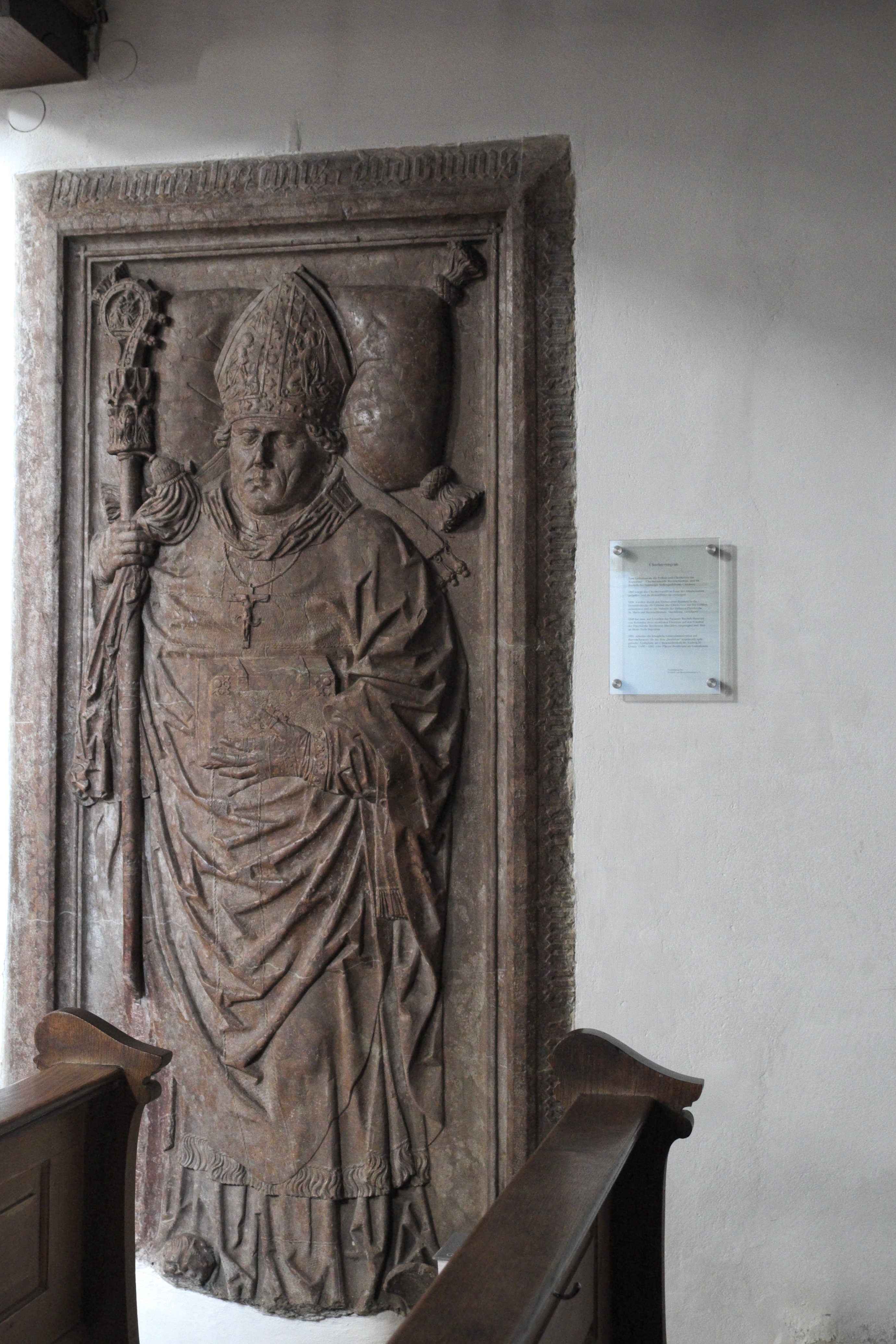
Grabplatte für Ludwig Ebmer in der Pfarrkirche St. Johannes der Täufer in Breitbrunn am Chiemsee

Für das Jahr 1466 ist er als Student der Universität Wien belegt, wo er auch zum Dr. iur. can. promovierte. Er war zunächst Kanoniker des Klosters Au am Inn und leitete dann für kurze Zeit die Stadtpfarrei Salzburg. Erst 1476 wurde er zum Priester geweiht und war ab 1477 Pfarrer von St. Veit. 1478 war er als Beauftragter des Salzburger Erzbischofs Bernhard von Rohr in Rom, und 1479 gehörte er als Salzburger Domkustos einer Gesandtschaft an, die mit König Matthias Corvinus zu verhandeln hatte. 1479–1481 war er Pfarrer von Gmünd und zugleich Erzpriester von Oberkärnten. 1482 stieg er zum Salzburger Domherrn auf, und erlangte zudem die Propstei St. Zeno in Reichenhall, um deren Verwaltung und Bibliothek er sich Verdienste erwarb. 1494–1495 ist er als Salzburger Generalvikar und Offizial bezeugt.
Nach dem Tod des Chiemseer Bischofs Georg Altdorfer ernannte der Salzburger Erzbischof Sigmund von Hollenegg am 4. Mai 1495 Ludwig Ebmer zu dessen Nachfolger. Durch die nachfolgende Vakanz des erzbischöflichen Stuhles erfolgte die Bischofsweihe erst am 26. Juli 1495 durch die Bischöfe von Freising, Regensburg, Passau und Brixen. Aus seiner kurzen Amtszeit ist bekannt, dass er mehrere Ablässe erteilte und 1498 sowie 1501 Altäre in seiner Herrenchiemseer Kathedrale weihte. Für seine Salzburger Residenz, den Chiemseehof, veranlasste er die Anlage einer Wasserleitung.
Am 27. Juli 1502 erklärte Ludwig Ebmer den Verzicht auf das Bistum Chiemsee und beauftragte die Pfarrer von Bischofshofen, Bramberg am Wildkogel und Taxenbach, dem Erzbischof Leonhard von Keutschach die Verzichtserklärung zu überbringen. Nachdem er sich anschließend einige Zeit in St. Zeno aufhielt, ging er als Berater des Kaisers Maximilian nach Wien. Obwohl er als Bischof in der Kirche von Herrenchiemsee die St.-Andreas-Kapelle als Grablege für sich und seine Angehörigen gestiftet hatte, wurde er nach seinem Tod wahrscheinlich in Wien beigesetzt.